# Богайчук Степан Романович
Степан Романович Богайчук (17 квітня 1919, с. Паланочка, нині Маньківського району Черкаської області, Україна — 17 липня 1998) — радянський офіцер, учасник Другої світової війни, Герой Радянського Союзу.

## Біографія
Народився 17 квітня 1919 року в селі Паланочці (нині Маньківського району Черкаської області) в родині робітника. На момент народження територія належала Українській Народній Республіці. Українець. Навчався в Київському фінансово-економічному технікумі, працював токарем на заводі «Більшовик».
У Червоній Армії з 1939 року. Учасник радянсько-фінської війни 1939—1940 років. У 1941 році закінчив Гомельське протитанкове артилерійське училище. На радянсько-німецькій війні з 1942 року. Служив командиром батареї 369-го артилерійського полку (162-та стрілецька дивізія, 65-а армія, Центральний фронт). Член ВКП(б) з 1943 року.
30 серпня 1943 року старший лейтенант Степан Богайчук у районі міста Севська (нині Брянської області) висунув ввірену йому батарею для стрільби прямою наводкою і, близько підпустивши ворожі ланцюги, вогнем в упор знищував німців. Коли скінчилися снаряди, воїни-артилеристи під командуванням старшого лейтенанта Богайчука взялися за карабіни й гранати. У рукопашній сутичці вони відстояли позицію. Степан Богайчук отримав важке поранення, але поля бою не залишив.
Указом Президії Верховної Ради СРСР від 16 листопада 1943 року «за зразкове виконання бойових завдань командування на фронті боротьби з німецько-фашистськими загарбниками і проявлені при цьому мужність і героїзм старшому лейтенанту Богайчуку Степану Романовичу надано звання Героя Радянського Союзу з врученням ордена Леніна і медалі „Золота Зірка“» (№ 1657).
З 1946 року майор С. Богайчук у запасі. Жив в Києві. Помер 17 липня 1998 року.

## Нагороди
Нагороджений орденом Леніна, орденами Олександра Невського, Вітчизняної війни 1-го ступеня, медалями.